# Learning English with Ozmo
Learning English with Ozmo è una trasmissione televisiva creata per l'insegnamento della lingua inglese a bambini stranieri.
La struttura è quella di un talk show con diversi programmi al suo interno. Le puntate sono visibili sul portale Rai Educational de ilD.
I protagonisti sono due pupazzi Mike e May, aiutati dal gigantesco Randolf. Presentano gli sketch dei personaggi in studio, le  pop song della Big Bessy Band, i reportage di Rex e il cartone animato di Ozmo con le sue avventure in compagnia di Boot, Fizz e Zip.